# Stylocidaris badia
Stylocidaris badia is een zee-egel uit de familie Cidaridae.
De wetenschappelijke naam van de soort werd in 1925 gepubliceerd door Hubert Lyman Clark.